# 김원규 (1910년)
김원규(1910년 6월 17일~1988년 3월 10일)는 대한민국의 정치인이다. 제3·4대 국회의원을 지냈다.

## 역대 선거 결과
|  | 53.41% |

|  | 0% |